# Maiorga
Maiorga é uma povoação portuguesa sede da Freguesia de Maiorga do Município de Alcobaça, freguesia com 10,04 km² de área e 1846 habitantes (censo de 2021), tendo, por isso, uma densidade populacional de 183,9 hab./km².
Foi vila e sede de concelho entre 1454 e o início do século XIX. Este era constituído apenas pela freguesia da sede e tinha, em 1801, 619 habitantes.

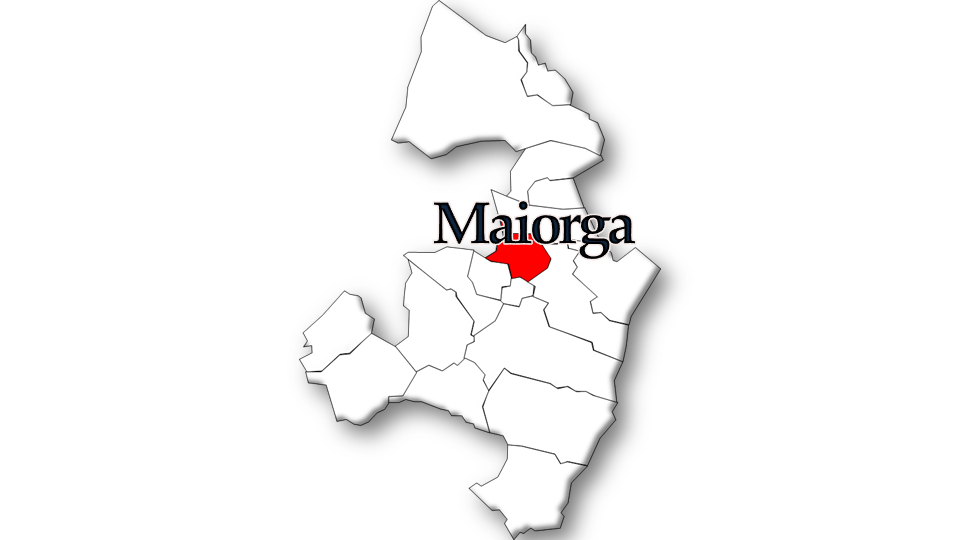
Localização no Município de Alcobaça

## Demografia
A população registada nos censos foi:
| Distribuição da População por Grupos Etários | Distribuição da População por Grupos Etários | Distribuição da População por Grupos Etários | Distribuição da População por Grupos Etários | Distribuição da População por Grupos Etários |
| -------------------------------------------- | -------------------------------------------- | -------------------------------------------- | -------------------------------------------- | -------------------------------------------- |
| Ano                                          | 0-14 Anos                                    | 15-24 Anos                                   | 25-64 Anos                                   | > 65 Anos                                    |
| 2001                                         | 255                                          | 242                                          | 1066                                         | 402                                          |
| 2011                                         | 273                                          | 203                                          | 1085                                         | 489                                          |
| 2021                                         | 198                                          | 189                                          | 918                                          | 541                                          |

## Coletividades
As associações culturais existentes em Maiorga são o Agrupamento de Escuteiros 1097 Maiorga, a Banda Filarmónica Maiorguense e a Associação Recreativa Maiorguense.

## Acessos
O acesso à freguesia faz-se pela Estrada Nacional 8-5, que a atravessa, Estrada Municipal e pela A8.

## Resultados eleitorais

### Eleições Autárquicas
|      | PS     | M | PPD/PSD | M | CDS-PP | M | CDU    | M | AD     | M | APU    | M | ipm    | M |
| ---- | ------ | - | ------- | - | ------ | - | ------ | - | ------ | - | ------ | - | ------ | - |
| 1976 | 66,73% | 7 | 17,70%  | 2 | 5,00%  | 0 | -      | - | -      | - | -      | - | -      | - |
| 1979 | 42,70% | 6 | AD      | - | AD     | - | APU    | - | 37,57% | 5 | 16,43% | 2 | -      | - |
| 1982 | 61,93% | 9 | AD      | - | AD     | - | APU    | - | 24,92% | 3 | 11,32% | 1 | -      | - |
| 1985 | 52,20% | 5 | 32,46%  | 3 | -      | - | APU    | - | -      | - | 11,60% | 1 | -      | - |
| 1989 | 45,62% | 4 | 37,51%  | 4 | 3,36%  | 0 | 9,34%  | 1 | -      | - | -      | - | -      | - |
| 1993 | 65,32% | 6 | 19,91%  | 2 | -      | - | 11,46% | 1 | -      | - | -      | - | -      | - |
| 1997 | 58,42% | 6 | 19,31%  | 2 | -      | - | 17,55% | 1 | -      | - | -      | - | -      | - |
| 2001 | 54,52% | 5 | 29,74%  | 3 | -      | - | 11,90% | 1 | -      | - | -      | - | -      | - |
| 2005 | 60,67% | 6 | 24,06%  | 2 | -      | - | 10,63% | 1 | -      | - | -      | - | -      | - |
| 2009 | 62,79% | 6 | 22,43%  | 2 | -      | - | 11,21% | 1 | -      | - | -      | - | -      | - |
| 2013 | 23,09% | 2 | 21,61%  | 2 | -      | - | 13,38% | 1 | -      | - | -      | - | 32,61% | 4 |
| 2017 | 47,39% | 5 | 15,17%  | 1 | 10,71% | 1 | 5,88%  | 1 | -      | - | -      | - | 15,92% | 2 |

Legenda: M - Mandatos Atribuídos

#### Presidentes da Junta de Freguesia
1976-1979: Mário Coelho Guerra (PS)
1979-1982: Eduardo Ascenção Amaral (PS)
1982-1989: António Ferreira de Carvalho (PS)
1989-2005: Fernando Dias Guedes (PS)
2005-2013: Maria Rosa Domingues (PS)
2013-2017: José Manuel Félix (imp - Independentes pela Maiorga)
2017- ... - Sérgio Rocha (PS)

## Património
- Capela do Espírito Santo
- Pelourinho de Maiorga